# Marie Ire (reine d'Angleterre)
Marie la Sanglante, Bloody Mary
Pour les articles homonymes, voir Marie Tudor, Marie d'Angleterre, Marie Ire et Bloody Mary (homonymie).
Pour les autres membres de la famille, voir Généalogie des Tudor.
Marie Ire, également connue sous le nom de Marie Tudor, née le 18 février 1516 et morte le 17 novembre 1558, est la première reine régnante d'Angleterre et d'Irlande, de 1553 à sa mort, et, par son mari le roi d'Espagne Philippe II, reine d'Espagne, de Sicile et de Naples, duchesse de Bourgogne, de Milan, de Brabant, de Luxembourg et de Limbourg, comtesse de Flandre, de Hainaut et comtesse palatine de Bourgogne.
Issue du mariage malheureux du roi Henri VIII et de Catherine d'Aragon, Marie est écartée de la succession au trône en 1534 par la 1re loi de succession au trône, après le remariage de son père avec Anne Boleyn. Elle ne redevient éligible à la succession au trône, après son demi-frère Édouard mais avant sa demi-sœur Élisabeth, qu'en 1543, avec la 3e loi de succession au trône.
Comme Marie est catholique, son jeune demi-frère Édouard VI, devenu roi en 1547, tente de l'évincer de sa succession et, à sa mort en 1553, sa parente Jeanne Grey est proclamée reine. Marie rassemble une armée en Est-Anglie et dépose Jeanne qui est décapitée. Elle devient ainsi la première femme de l’histoire à être couronnée reine d’Angleterre et à diriger le pays en son propre nom. Elle épouse Philippe II d'Espagne en 1554 et devient ainsi reine d'Espagne lorsqu'il devient roi en 1556.
Le règne de Marie Ire est marqué par ses tentatives visant à rebâtir le catholicisme après les règnes protestants de son demi-frère et de son père. Plus de 280 réformateurs et dissidents furent brûlés vifs lors des persécutions mariales — lors du règne de son père, le nombre de morts s'éleva à plusieurs milliers. Cette violente répression lui vaut le surnom de Bloody Mary (« Marie la Sanglante »). Ce retour au catholicisme est annulé après sa mort en 1558 par sa demi-sœur cadette Élisabeth Ire.

## Biographie

### Naissance
Marie est née le 18 février 1516 au palais de Placentia dans le quartier londonien de Greenwich. Elle était la fille du roi Henri VIII et de sa première épouse Catherine d'Aragon, et leur seul enfant à avoir survécu jusqu'à l'âge adulte. Avant Marie, Catherine avait été enceinte à quatre reprises ; deux de ses grossesses s'étaient terminées par des fausses couches tandis que les deux fils qu'elle mit au monde, tous deux appelés Henry, moururent dans les semaines qui suivirent leur naissance,,,. Elle fut baptisée dans la foi catholique trois jours après sa naissance,,. Parmi ses parrains figuraient sa grand-tante Catherine d'York, le lord chancelier Thomas Wolsey et Agnès de Norfolk,. L'année suivante, Marie devint également marraine à l'occasion du baptême de sa cousine Frances Brandon,. En 1520, la comtesse de Salisbury, Margaret Pole, qui avait représenté Marie durant sa confirmation,,, fut choisie pour devenir sa gouvernante,,,.

### Adolescence

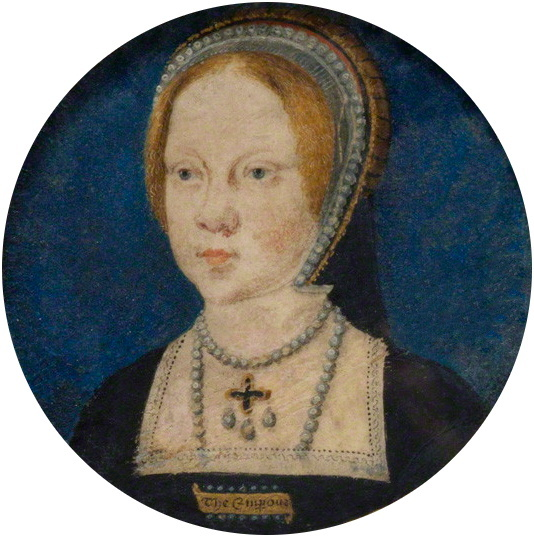
Portrait de Marie réalisé vers 1523.

Marie était une enfant précoce. En juillet 1520, alors qu'elle n'avait que quatre ans et demi, elle joua du clavecin pour la visite d'une délégation française,. La reine fut très impliquée dans l'éducation de sa fille et elle prit conseil auprès de l'humaniste espagnol Jean Louis Vivès à qui elle commanda un traité sur l'éducation des filles intitulé De institutione feminæ Christianæ,. À l'âge de neuf ans, Marie savait lire et écrire en latin, et elle étudia le français, l'espagnol, la musique, la danse et peut-être le grec. Le roi l'adorait et il se vanta auprès de l'ambassadeur vénitien Sebastian Giustiniani qu'« elle ne pleur[ait] jamais ».
Malgré son affection pour Marie, Henri VIII était profondément déçu par le fait qu'il n'avait pas de fils. Le temps passant, il devint clair que le couple royal n'aurait pas d'autres enfants et qu'Henri VIII n'aurait pas d'héritier mâle légitime,,. En 1525, Henri VIII envoya Marie au pays de Galles pour présider, au moins nominalement, le conseil chargé de gouverner la région et l'Ouest de l'Angleterre,. Elle reçut sa propre cour au château de Ludlow et des prérogatives royales habituellement réservées au prince de Galles. Elle était parfois appelée princesse de Galles, même si elle ne porta jamais techniquement ce titre. Il semble qu'elle soit restée trois ans dans les marches galloises avant de revenir dans les Home Counties autour de Londres à partir de 1528.
Tout au long de l'enfance de Marie, Henri VIII négocia un possible mariage pour sa fille. Alors qu'elle n'avait que deux ans, elle fut promise au fils du roi de France François Ier, le dauphin François, mais le contrat fut annulé au bout de trois ans,,. En 1522, il fut décidé qu'elle épouserait son cousin, l'empereur Charles Quint,,,, mais l'accord fut rompu au bout de quelques années. Thomas Wolsey, le principal conseiller d'Henri VIII, reprit des négociations avec les Français et le roi suggéra que Marie épouse le roi François Ier qui cherchait à former une alliance avec l'Angleterre. Selon un nouvel accord, Marie épouserait François Ier ou son second fils, le duc Henri d'Orléans, mais Wolsey parvint à négocier une alliance avec la France sans avoir besoin d'organiser un mariage. Selon le diplomate vénitien Mario Savorgnano, Marie était devenue une belle et élégante jeune femme.
Pendant ce temps, le mariage de ses parents était en péril. Déçu de ne pas avoir d'héritier mâle et impatient de se remarier, Henri VIII tenta de faire annuler son union mais cette demande fut rejetée par le pape Clément VII. Le roi avança, en citant des passages de la Bible (Lévitique 20,21), que son mariage avec Catherine était impur car elle était la veuve de son frère Arthur, mais cette dernière affirma que leur union n'avait pas été consommée. De fait, ce premier mariage avait été annulé par le précédent pape Jules II sur cette base. Clément VII a peut-être été influencé dans sa décision par Charles Quint, le neveu de Catherine d'Aragon, dont les troupes occupaient Rome dans le cadre de la septième guerre d'Italie,.
À partir de 1531, Marie était souvent malade avec des menstruations irrégulières et des épisodes dépressifs, sans que l'on sache si cela était causé par le stress, la puberté ou une maladie. Le roi lui interdit de voir sa mère qui fut envoyée vivre à l'écart de la cour au château de Kimbolton,. Au début de l'année 1533, Henri VIII épousa en secret sa maîtresse Anne Boleyn qui était enceinte de lui et, en mai, l'archevêque de Cantorbéry Thomas Cranmer annula officiellement le mariage avec Catherine. Cette dernière perdit son titre de reine et devint princesse douairière de Galles, tandis que Marie fut déclarée illégitime et donc incapable de réclamer le trône à la mort de son père. L'héritière de la Couronne d'Angleterre devint sa demi-sœur et la fille d'Anne, Élisabeth,. La cour de Marie fut dissoute,,, ses serviteurs, dont la comtesse de Salisbury, furent renvoyés.
Le refus de Marie, alors âgée de 17 ans, de reconnaître qu'Anne était reine et qu'Élisabeth était princesse ulcéra le roi, qui, en représailles, la nomma en décembre 1533, dame d'honneur d'Élisabeth à Hatfield Palace dans l'Hertfordshire,. Limitée dans ses déplacements et stressée, Marie était fréquemment malade. Au nombre de ces maladies, il faut inscrire les fois où Marie se faisait porter « malade » pour ne pas faire partie de la suite d'Élisabeth, lors de ses changements de résidence. L'ambassadeur impérial Eustache Chappuis devint son proche conseiller et tenta sans succès d'intercéder en sa faveur à la cour. Les relations entre Marie et son père étaient tendues et ils ne se parlèrent pas pendant trois ans. Marie, faisant fi de la réprobation paternelle, s'ingéniait à commander des vêtements de cour aux couleurs qu'elle portait enfant et princesse, rompant ainsi avec l'étiquette si chère à son père. Même si elle et sa mère étaient malades, le roi l'empêcha de rendre visite à Catherine, et elle fut « inconsolable » quand elle mourut le 7 janvier 1536. Catherine fut inhumée dans la cathédrale de Peterborough tandis que Marie fut confinée à Hunsdon dans l'Hertfordshire,.

### Âge adulte
En 1536, Anne Boleyn perdit les faveurs du roi et fut décapitée. Élisabeth perdit son titre de princesse et fut, comme Marie, évincée de l'ordre de succession. Moins de deux semaines après l'exécution d'Anne, Henri VIII épousa Jeanne Seymour qui le pressa de se réconcilier avec sa fille,,. Le roi insista pour que Marie reconnaisse son statut de chef suprême de l'Église d'Angleterre, répudie l'autorité pontificale, reconnaisse que le mariage de ses parents était impur et accepte sa propre illégitimité. Elle tenta de se réconcilier avec lui en se soumettant à son autorité aussi loin que « Dieu et [sa] conscience » l'y autorisèrent mais elle fut finalement contrainte de signer un document par lequel elle acceptait toutes les demandes de son père,,, ce qui lui permit de retrouver sa place à la cour,,. Henri VIII lui accorda une suite et les enregistrements de ses dépenses à cette période montrent que Hatfield Palace, le palais de Beaulieu (en), Richmond et Hundson étaient parmi ses principales résidences, de même que les palais de Placentia, de Westminster et d'Hampton Court appartenant à son père. Ses dépenses étaient consacrées aux vêtements et aux jeux d'argent avec des cartes, l'un de ses loisirs préférés,. Elle a également auprès d'elle, pour la divertir, Jane Foole et Lucretia the Tumbler (en), deux « folles » qui se produisent parfois ensemble et à qui elle offre des vêtements et des chaussures.
Dans le Nord de l'Angleterre, des rebelles, dont lord Hussey, l'ancien chambellan de Marie, se soulevèrent contre les réformes religieuses d'Henri VIII et l'une de leurs demandes était la relégitimation de Marie. Cette révolte, appelée Pèlerinage de Grâce, fut violemment réprimée. Lord Hussey et de nombreux rebelles furent exécutés mais rien n'indique que Marie fut impliquée. En 1537, Jeanne mourut en donnant naissance à un fils, Édouard, et Marie fut choisie pour être sa marraine,,.

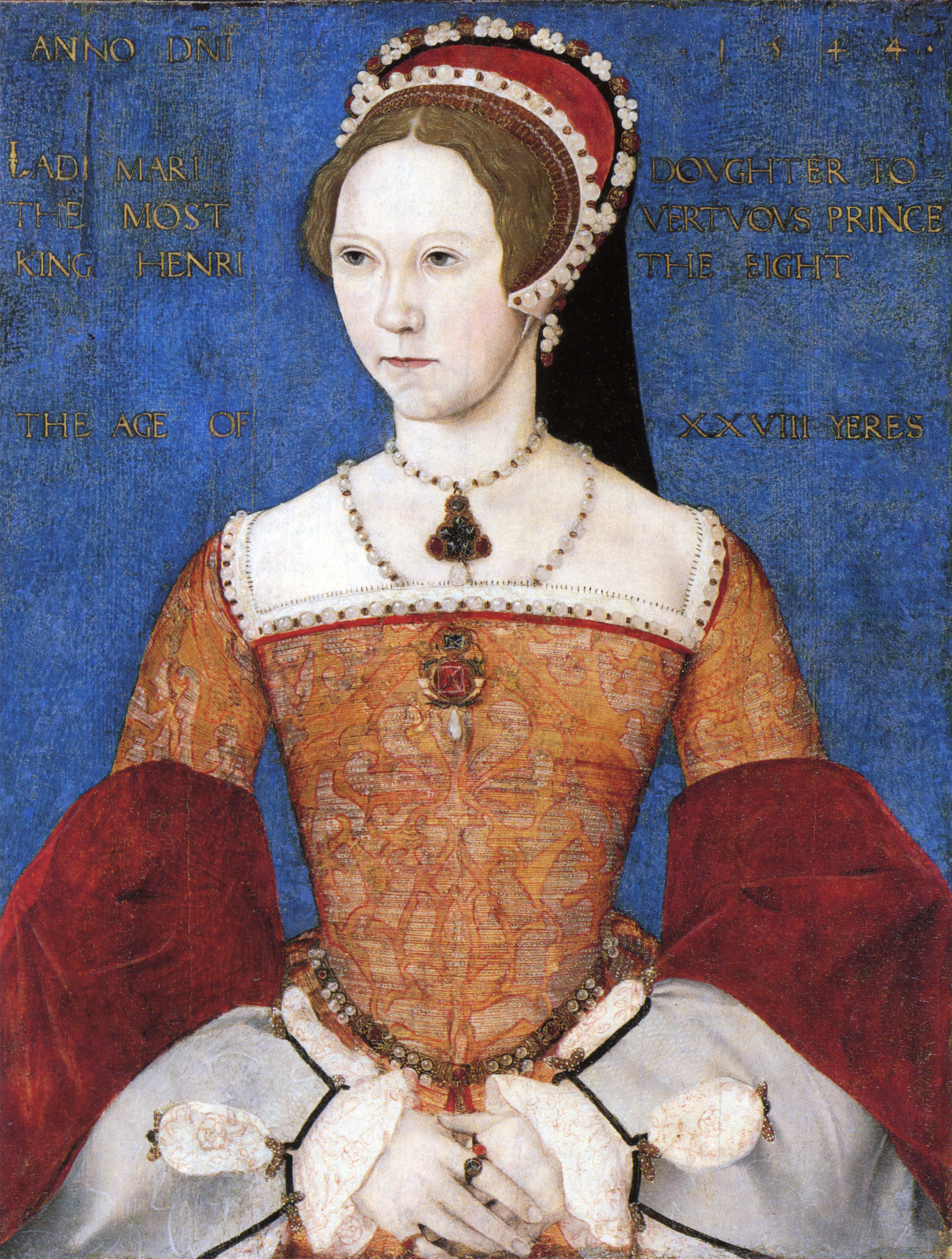
Marie en 1544.

Marie fut courtisée par Philippe du Palatinat-Neubourg à partir de 1539, mais ce dernier était luthérien et ses demandes de mariage furent rejetées,,,. Durant l'année 1539, le principal conseiller du roi, Thomas Cromwell, négocia une alliance avec le duché de Clèves. Les propositions de mariage entre Marie et le duc de Clèves n'aboutirent pas mais une union entre Henri VIII et sa sœur Anne fut acceptée,. Lorsque le roi rencontra Anne pour la première fois à la fin de l'année, une semaine avant la cérémonie, il la trouva peu attirante mais fut incapable, pour des raisons diplomatiques et en l'absence d'un prétexte convenable, d'annuler le mariage. Cromwell perdit les faveurs royales et fut arrêté pour trahison en juin 1540 sur l'accusation qu'il complotait pour épouser Marie. Anne accepta l'annulation du mariage qui ne fut pas consommé et Cromwell fut décapité.
En 1541, Henri VIII fit décapiter la comtesse de Salisbury, l'ancienne gouvernante et marraine de Marie, sous le prétexte d'un complot catholique dans lequel son fils Reginald Pole fut impliqué,. Son bourreau était « un jeune pitoyable et maladroit » qui « mit littéralement sa tête et ses épaules en pièces ». En 1542, après l'exécution de la cinquième épouse d'Henri VIII, Catherine Howard, pour adultère et trahison, le roi célibataire invita Marie à assister aux célébrations de Noël où elle joua le rôle d'hôtesse,. En 1543, Henri VIII épousa sa sixième et dernière épouse, Catherine Parr, qui parvint à réconcilier la famille,. Le roi réintégra ses filles dans l'ordre de succession, même si d'après la 3e loi de succession au trône elles se trouvaient après Édouard ; les deux restaient néanmoins légalement illégitimes,,.
Henri VIII mourut en 1547 et Édouard VI lui succéda. Marie hérita des propriétés du Norfolk, du Suffolk et de l'Essex et reçut Hunsdon et le palais de Beaulieu comme résidences personnelles,. Comme Édouard VI n'avait que neuf ans, le pouvoir fut exercé par un conseil de régence dominé par les protestants qui tentèrent d'établir leur foi dans toute l'Angleterre. L'Acte d'uniformité de 1549 (en) rendit obligatoire les rites protestants tels que l'emploi du livre de la prière commune de Thomas Cranmer. Marie resta fidèle au catholicisme et, par défi, continua de faire célébrer la messe traditionnelle dans sa chapelle. Elle demanda à son cousin Charles Quint d'exercer des pressions diplomatiques pour qu'elle puisse pratiquer sa religion,,.
Durant la plus grande partie du règne d'Édouard VI, Marie resta dans ses propriétés et se rendit rarement à la cour,. La religion était un sujet de tension entre Marie et son demi-frère. Lors des célébrations de Noël en 1550, Édouard VI réprimanda Marie devant toute la cour pour son refus de respecter ses lois sur la religion et les deux se mirent à pleurer,. Marie continua de refuser d'abandonner le catholicisme et Édouard VI refusa de renoncer à ses demandes,.

### Accession au trône
Le 6 juillet 1553, Édouard VI mourut d'une infection des poumons, probablement la tuberculose, à l'âge de 15 ans. Il ne voulait pas que Marie devînt reine, car il craignait qu'elle ne restaurât le catholicisme et n'annulât ses réformes et celles de son père ; ses conseillers lui indiquèrent néanmoins qu'il ne pourrait pas exclure une seule de ses demi-sœurs de l'ordre de succession et qu'il devrait également évincer Élisabeth, même si elle était anglicane. Guidé notamment par John Dudley, il décida d'exclure ses deux sœurs dans son testament.

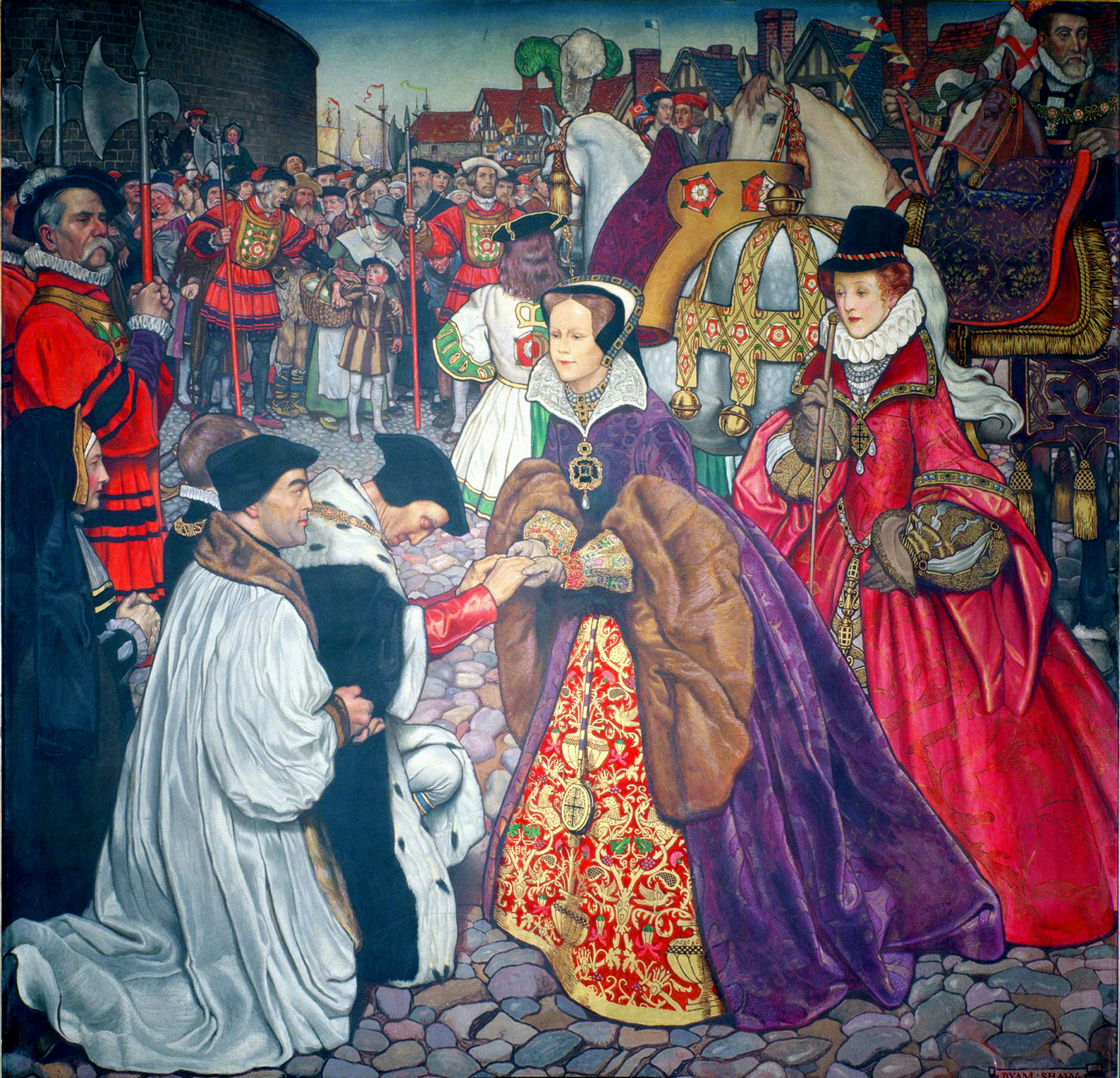
Peinture de Byam Shaw représentant l'entrée de Marie et d'Élisabeth dans Londres, 1910.

En violation du Troisième Acte de Succession qui réintégrait Marie et Élisabeth dans l'ordre de succession, Édouard VI désigna Jeanne Grey, par lettre patente, pour lui succéder. Elle était la belle-fille de Dudley et la petite-fille de la sœur cadette d'Henri VIII, Marie, tandis que sa mère était Frances Brandon qui était la cousine et la filleule de Marie. Juste avant la mort d'Édouard VI, Marie fut convoquée à Londres pour voir son demi-frère mourant. Elle fut néanmoins avertie que cette convocation était un prétexte pour l'arrêter et ainsi faciliter l'accession au trône de Jeanne,. Au lieu de se rendre à Londres depuis sa résidence de Hunsdon, Marie s'enfuit en Est-Anglie où elle possédait de nombreuses propriétés et où Dudley avait violemment réprimé la révolte de Kett,. Le 9 juillet, elle écrivit depuis Kenninghall au Conseil privé pour faire reconnaître la lettre patente d'Édouard comme acte de trahison selon la loi de Trahison de 1547, et pour lui demander de la proclamer reine,,,.
Le 10 juillet 1553, Jeanne fut proclamée reine par Dudley, et le même jour la lettre de Marie arriva au Conseil privé à Londres. Deux jours plus tard, Marie et ses partisans avaient rassemblé une armée au château de Framlingham,. Dudley perdit ses soutiens,,, et Jeanne fut déposée le 19 juillet,. Dudley et elle furent emprisonnés à la tour de Londres. Marie entra triomphalement dans la capitale le 3 août 1553 aux côtés d'Élisabeth et d'une procession de huit cents nobles.
L'une des premières décisions de Marie en tant que reine fut de libérer les conseillers catholiques Thomas Howard, Étienne Gardiner et Édouard Courtenay qui étaient emprisonnés à la tour de Londres,. Elle comprit que Jeanne n'était qu'un pion dans le plan de Dudley, et ce dernier fut la seule personne de son rang exécutée pour haute trahison immédiatement après son accession au trône. Jeanne et son époux, Guilford Dudley, bien que reconnus coupables, furent détenus à la tour de Londres tandis que le père de Jeanne, Henry Grey, fut libéré,. Marie était dans une position difficile, car presque tous les membres du conseil privé avaient été impliqués dans la conspiration pour placer Jeanne sur le trône. Elle nomma Gardiner au conseil et le fit évêque de Winchester et lord chancelier, des fonctions qu'il occupa jusqu'à sa mort en novembre 1555. Le 1er octobre 1553, Gardiner couronna Marie en l'abbaye de Westminster,.

#### Mariage

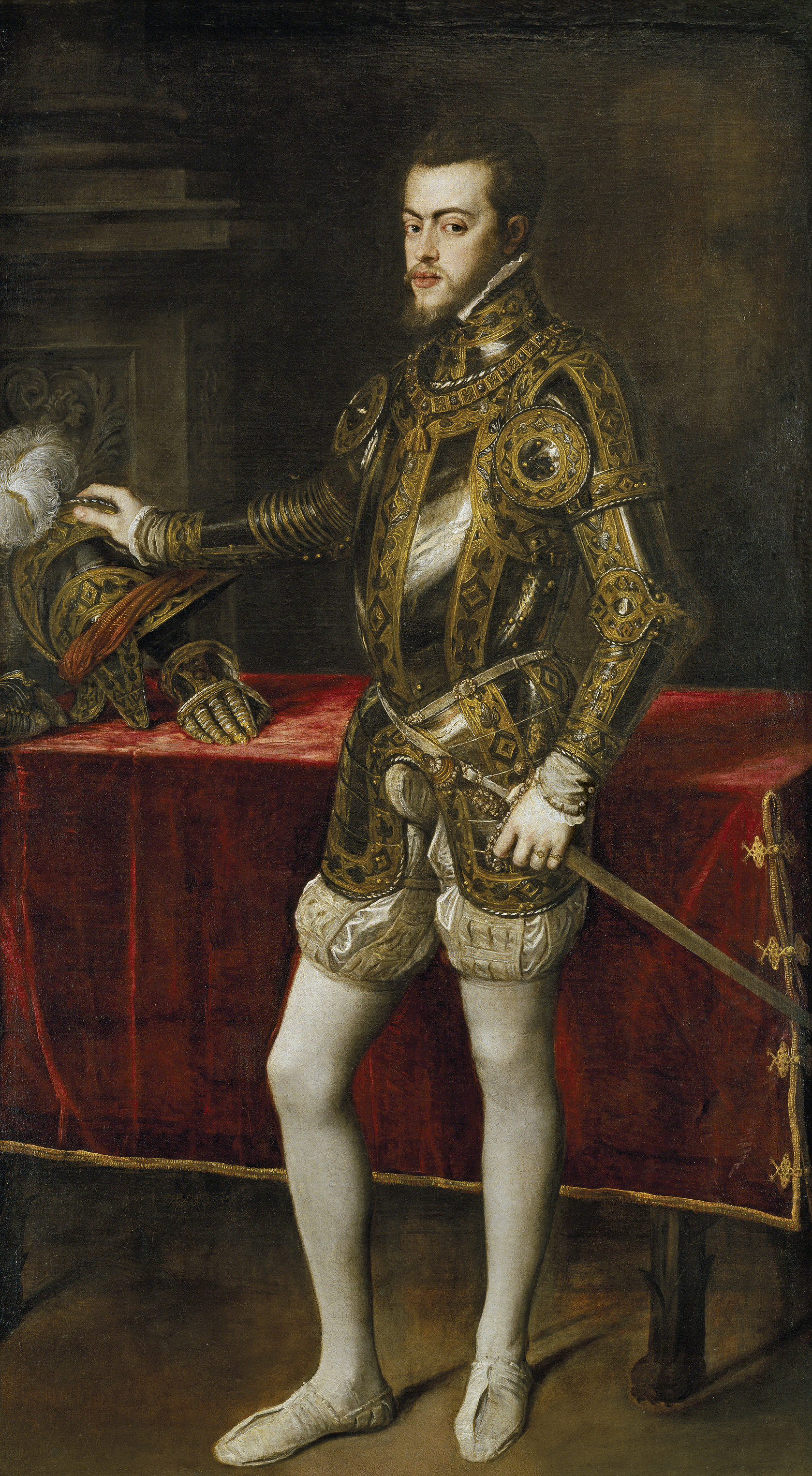
Philippe d'Espagne par Le Titien, 1551.

À 37 ans, Marie Ire commença à se concentrer sur la recherche d'un partenaire pour engendrer un héritier et ainsi empêcher la protestante Élisabeth de lui succéder sur le trône. Édouard Courtenay, et Reginald Pole étaient considérés comme des prétendants possibles, mais son cousin Charles Quint lui suggéra d'épouser son fils unique, le prince Philippe d'Espagne,. Philippe avait un fils issu d'une précédente union avec Marie-Manuelle de Portugal morte peu après avoir accouché. Dans le cadre des négociations, un portrait de Philippe réalisé par Le Titien fut envoyé en Angleterre en septembre 1553.
Gardiner et la Chambre des communes tentèrent sans succès de la convaincre d'épouser un Anglais, car ils craignaient que l'Angleterre ne passât sous le contrôle des Habsbourg,,. L'union fut impopulaire en Angleterre : Gardiner et ses alliés s'y opposaient par patriotisme, tandis que les protestants ne voulaient pas d'une monarchie catholique. Lorsque la reine insista pour épouser Philippe, Thomas Wyatt le Jeune organisa un soulèvement dans le Kent impliquant Henry Grey pour placer Élisabeth sur le trône,. Marie Ire déclara publiquement qu'elle convoquerait le Parlement pour discuter du mariage et qu'elle déclinerait l'union si l'assemblée estimait qu'elle n'était pas à l'avantage du pays,,. Les rebelles furent battus à leur arrivée à Londres ; Wyatt, Henry Grey, sa fille Jeanne et son mari Guildford Dudley furent exécutés. Pour son implication dans le complot, Courtenay fut emprisonné puis exilé. Même si elle défendit son innocence dans le soulèvement, Élisabeth fut détenue deux mois à la tour de Londres, un an au palais de Woodstock et confinée en résidence surveillée dans son palais de Hatfield jusqu'à la fin du règne de Marie,.
Marie Ire fut, à l'exception des règnes contestés de Jeanne Grey et de Mathilde l'Emperesse, la première reine régnante d'Angleterre. De plus, selon la coutume anglaise du jure uxoris, les propriétés et les titres d'une femme devenaient également ceux de son mari et certains craignaient que l'homme qu'elle épouserait devînt de fait roi d'Angleterre,. Si les grands-parents maternels de Marie Ire, Isabelle Ire de Castille et Ferdinand II d'Aragon, avaient conservé la souveraineté de leurs propres royaumes durant leur mariage, il n'existait pas de précédent de ce type en Angleterre,. Selon l'acte de mariage, Philippe recevrait le titre de « roi d'Angleterre », tous les documents officiels seraient signés avec leurs deux noms et le Parlement serait convoqué sous l'autorité conjointe du couple jusqu'à la mort de Marie Ire. L'Angleterre ne serait pas obligée de fournir un soutien militaire aux guerres du père de Philippe et ce dernier ne pourrait pas agir sans l'accord de son épouse ou nommer des étrangers dans l'administration anglaise ; il ne pourrait également pas revendiquer le trône si Marie Ire mourait avant lui,,. Philippe était mécontent de ces conditions, mais il les accepta pour que le mariage se concrétise,. Il n'avait pas de sentiments pour Marie Ire et voulait se marier uniquement pour des raisons politiques et stratégiques ; son conseiller, Rui Gomes da Silva, écrivit à un correspondant à Bruxelles que « le mariage ne fut pas conclu pour des raisons charnelles, mais pour remédier aux désordres de ce royaume et préserver les Pays-Bas ».

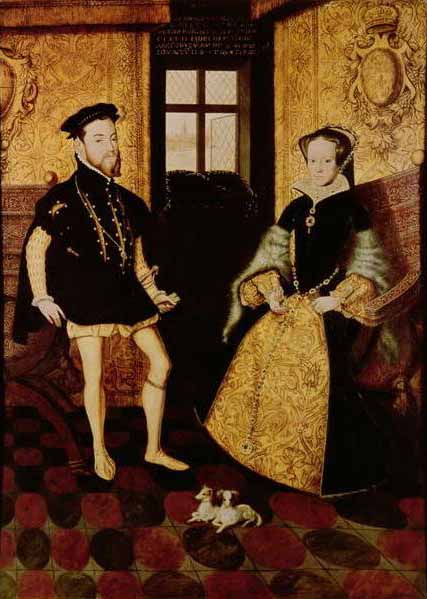
Marie Ire et Philippe par Hans Eworth en 1558.

Pour élever son fils au rang de sa future épouse, Charles Quint lui céda la Couronne de Naples ainsi que ses revendications au royaume de Jérusalem. Marie Ire devint ainsi reine de Naples et reine titulaire de Jérusalem lors de son mariage,,. La cérémonie fut organisée à la cathédrale de Winchester le 25 juillet 1554, deux jours après leur première rencontre,,,. Philippe ne parlait pas anglais et ils communiquèrent en espagnol, en français et en latin,.

#### Grossesse nerveuse
En septembre 1554, Marie Ire cessa d'avoir ses règles. Elle prit du poids et souffrait de nausées au réveil. Quasiment toute la cour, y compris ses médecins, pensait qu'elle était enceinte,. Le Parlement adopta un texte prévoyant que Philippe devienne régent au cas où Marie Ire mourrait lors de l'accouchement. Dans la dernière semaine d'avril 1555, Élisabeth fut autorisée à quitter sa résidence et convoquée à la cour pour assister à l'accouchement qui était jugé imminent,,. Selon l'ambassadeur vénitien Giovanni Michieli, Philippe aurait prévu d'épouser Élisabeth si la reine mourait, mais dans une lettre adressée à son beau-frère Maximilien d'Autriche, Philippe exprima ses doutes quant à la réalité de cette grossesse.
Des cérémonies furent organisées par le diocèse de Londres à la fin du mois d'avril après que des rumeurs annonçant la naissance d'un fils se furent propagées dans toute l'Europe,. L'accouchement n'ayant toujours pas eu lieu en mai et en juin, l'hypothèse d'une fausse grossesse grandit ; Marie Ire continua de présenter les signes d'une grossesse jusqu'en juillet 1555 quand son abdomen perdit en volume,. Il s'agissait probablement d'une grossesse nerveuse peut-être déclenchée par son désir d'avoir un enfant,. En août, peu après la disgrâce de cette fausse grossesse que Marie Ire estima être le « châtiment de Dieu » pour sa « tolérance des hérétiques dans son royaume », Philippe quitta l'Angleterre pour combattre les Français en Flandre. Marie Ire eut le cœur brisé et elle sombra dans une profonde dépression. Michieli fut touché par le chagrin de la reine qui était « extraordinairement amoureuse » et fut inconsolable après le départ de son mari,.
Élisabeth, apparemment revenue en grâce, resta à la cour jusqu'en octobre. En l'absence d'enfants, Philippe craignait qu'après Marie Ire et Élisabeth, la Couronne ne passe à Marie Ire d'Écosse qui était promise au dauphin de France. Philippe voulut persuader Élisabeth d'épouser son cousin Emmanuel-Philibert de Savoie afin de garantir une succession catholique et préserver les intérêts des Habsbourg en Angleterre, mais elle refusa et l'accord du Parlement aurait été difficile à obtenir.

#### Politique religieuse

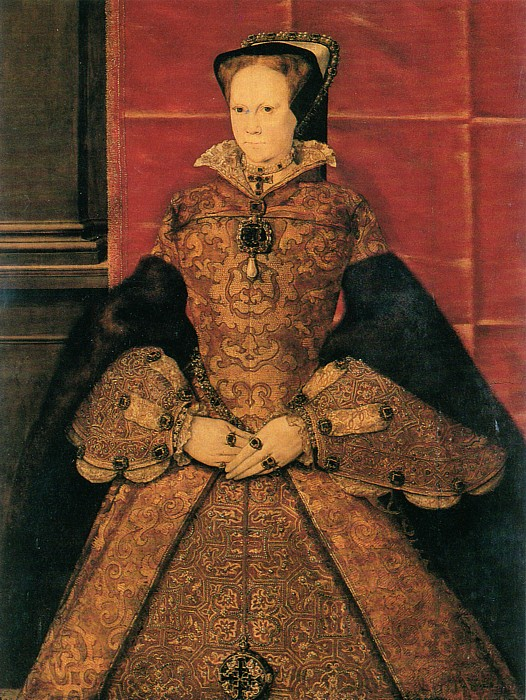
Marie Ire par Hans Eworth en 1554. Elle porte un pendentif sur lequel se trouve la perle Pérégrine.

Durant le premier mois de son règne, Marie Ire proclama qu'elle ne forcerait aucun de ses sujets à suivre sa religion mais à la fin du mois de septembre, plusieurs ecclésiastiques réformateurs tels que John Bradford (en), John Rogers (en), John Hooper, Hugh Latimer et Thomas Cranmer furent emprisonnés,. Le premier Parlement, convoqué par la reine en octobre 1553, déclara que le mariage de ses parents était valide et abrogea les lois religieuses édictées par Édouard VI,,. La doctrine de l'Église redevint celle précisée par l'Acte des six articles de 1539 qui interdisait le mariage des ecclésiastiques ; ceux dans ce cas furent privés de leurs bénéfices,.
Marie Ire avait toujours rejeté la rupture avec Rome instituée par son père et l'établissement de l'anglicanisme. Son mari et elle voulaient réconcilier l'Angleterre avec Rome et Philippe persuada le Parlement d'abroger les lois religieuses adoptées par Henri VIII, ce qui ramenait l'Église d'Angleterre sous la juridiction du Vatican. Les négociations prirent plusieurs mois et le pape Jules III dut faire une importante concession : les propriétés et les biens confisqués sous Henri VIII ne seraient pas rétrocédés à l'Église romaine. En 1554, l'Acte de suprématie est supprimé. À la fin de l'année, le pape accepta le compromis et les lois sur les hérétiques furent rétablies.
Lors des persécutions mariales, de nombreux protestants furent exécutés à partir de février 1555. Certains des plus aisés comme John Foxe choisirent l'exil et plus de 800 quittèrent le pays. L'archevêque de Cantorbéry, Thomas Cranmer, fut obligé de voir les évêques Nicholas Ridley et Hugh Latimer brûlés vifs le 16 octobre. Il abjura, rejeta la théologie protestante et rejoignit la foi catholique,,. Selon l'application normale de la loi, il aurait dû être absous mais la reine refusa de lui pardonner et lors de son exécution le 21 mars 1556, il revendiqua son adhésion au protestantisme,,. Au total, 284 personnes furent exécutées sous le règne de Marie Ire, la plupart par le feu,. Les bûchers se révélèrent très impopulaires et même Alfonso de Castro, l'un des conseillers religieux de Philippe, les condamna,, tandis que Simon Renard, un autre de ses conseillers, l'avertit que des « exécutions aussi cruelles » pourraient « provoquer une révolte ». Marie Ire continua néanmoins sa politique de persécution jusqu'à sa mort, ce qui exacerba les sentiments anti-catholiques et anti-espagnols,. Les victimes de cette répression furent considérés comme des martyrs par les protestants, et John Foxe leur consacra une longue partie de son Livre des Martyrs.
Reginald Pole, dont la mère avait été exécutée par Henri VIII, arriva comme légat pontifical en Angleterre en novembre 1554,. Il fut ordonné prêtre et nommé archevêque de Cantorbéry immédiatement après l'exécution de Cranmer en mars 1556.

#### Politique étrangère

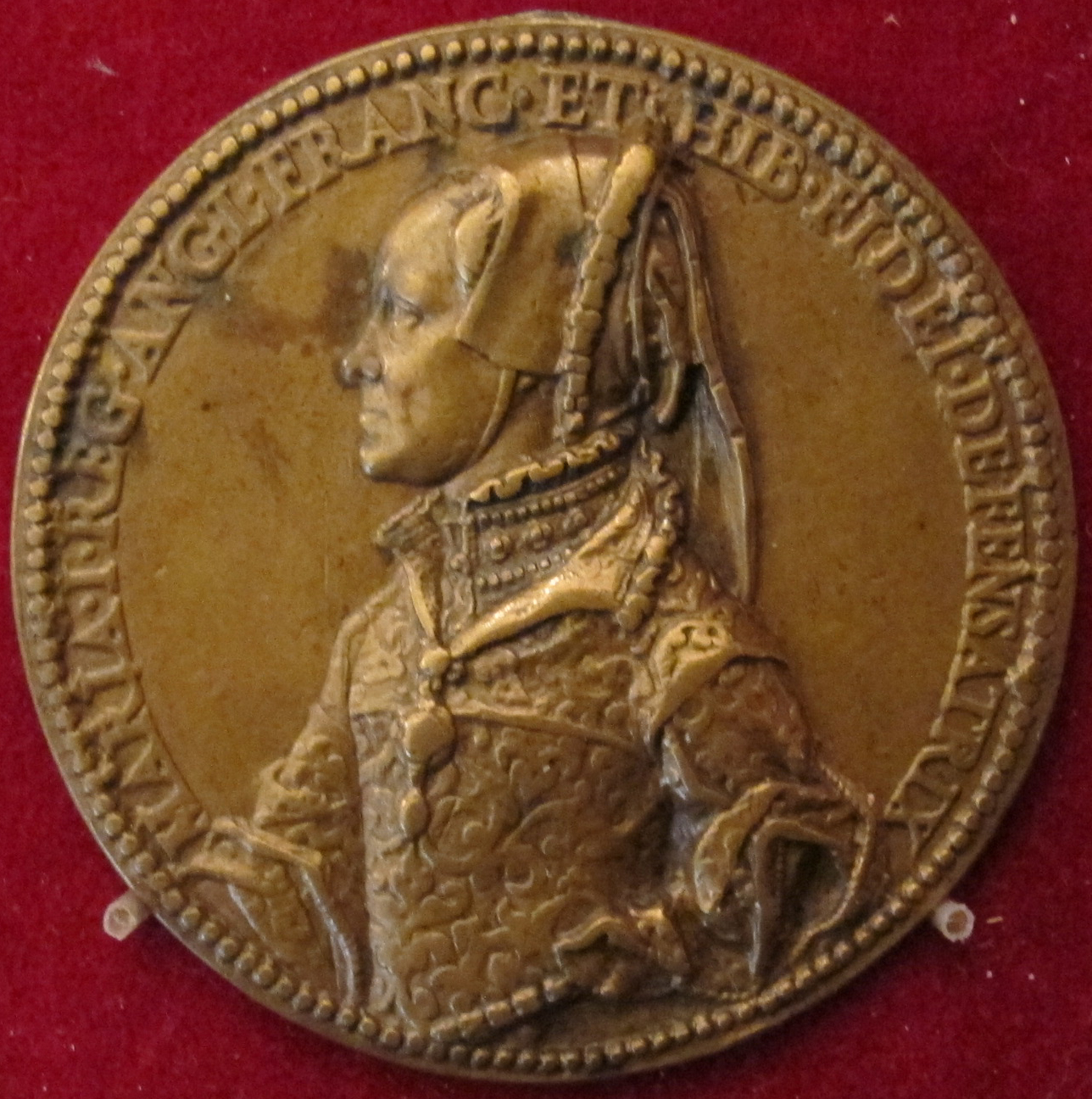
Médaille en bronze portant le profil de Marie Ire, 1554.

À la suite de la conquête de l'Irlande, des colons anglais s'installèrent dans les Midlands pour protéger la région de Dublin contre les attaques irlandaises. Les Queen's et King's counties (aujourd'hui les comtés de Laois et d'Offaly) furent fondés et leur colonisation commença. Leurs principales villes étaient respectivement Maryborough (aujourd'hui Portlaoise) et Philipstown (aujourd'hui Daingean).
En janvier 1556, le beau-père de Marie Ire abdiqua et Philippe devint roi d'Espagne, et donc Marie Ire reine. Philippe fut proclamé roi à Bruxelles mais Marie Ire resta en Angleterre. Une paix fragile fut signée avec la France en février 1556 mais le mois suivant, l'ambassadeur français en Angleterre, Antoine de Noailles, fut impliqué dans un complot contre la reine quand Henry Dudley, un cousin de John Dudley, tenta de rassembler une armée en France. Noailles quitta l'Angleterre et Dudley fut exilé en France.
Philippe retourna en Angleterre de mars à juillet 1557 pour persuader Marie Ire de soutenir l'Espagne dans une nouvelle guerre contre la France. Marie Ire y était favorable, mais ses conseillers s'y opposèrent en avançant que le commerce avec la France serait interrompu, que cela contrevenait aux termes du mariage et que le marasme économique et les mauvaises récoltes limitaient les possibilités militaires de l'Angleterre. La guerre ne fut déclarée qu'en juin 1557 après que le neveu de Reginald Pole, Thomas Stafford, ait envahi l'Angleterre et pris le contrôle du château de Scarborough, avec l'aide française, pour essayer de renverser Marie Ire,,. Cette guerre dégrada les relations entre l'Angleterre et la papauté, car le pape Paul IV était allié avec le roi Henri II de France. En janvier 1558, les forces françaises prirent Calais, la dernière possession anglaise sur le continent. La défense de ce territoire était un fardeau financier, mais sa perte affecta le prestige de Marie Ire,,.

#### Politique économique
Le règne de Marie Ire fut marqué par une pluviosité intense qui affecta les récoltes et causa des disettes,. Un autre problème fut le déclin du commerce du textile à Anvers. Malgré le mariage avec Philippe, l'Angleterre ne profita pas du commerce extrêmement lucratif de l'Espagne avec le Nouveau Monde. Les routes commerciales espagnoles étaient étroitement contrôlées et Marie Ire ne pouvait soutenir la flibusterie et la piraterie car elle était mariée au roi d'Espagne. Dans une tentative pour développer le commerce et soutenir l'économie anglaise, les conseillers de la reine poursuivirent la politique de Dudley visant à obtenir de nouveaux débouchés commerciaux. Elle accorda une charte royale à la Compagnie de Moscovie dont le premier directeur fut Sébastien Cabot et commanda un atlas au cartographe portugais Diogo Homem.
Financièrement, l'administration anglaise tenta de concilier une forme moderne de gouvernement ayant des dépenses plus élevées avec un système fiscal largement médiéval,. Marie Ire maintint dans ses fonctions le lord trésorier nommé par Édouard VI, William Paulet (en), et lui demanda de superviser la collecte des impôts et des taxes. En 1558, le gouvernement publia une révision du Book of Rates listant les droits de douane s'appliquant à toutes les importations ; ce document resta largement inchangé jusqu'en 1604. La monnaie anglaise fut dévaluée sous Henri VIII et Édouard VI, et Marie Ire prépara une réforme monétaire qui ne fut cependant pas appliquée avant sa mort,.

### Mort

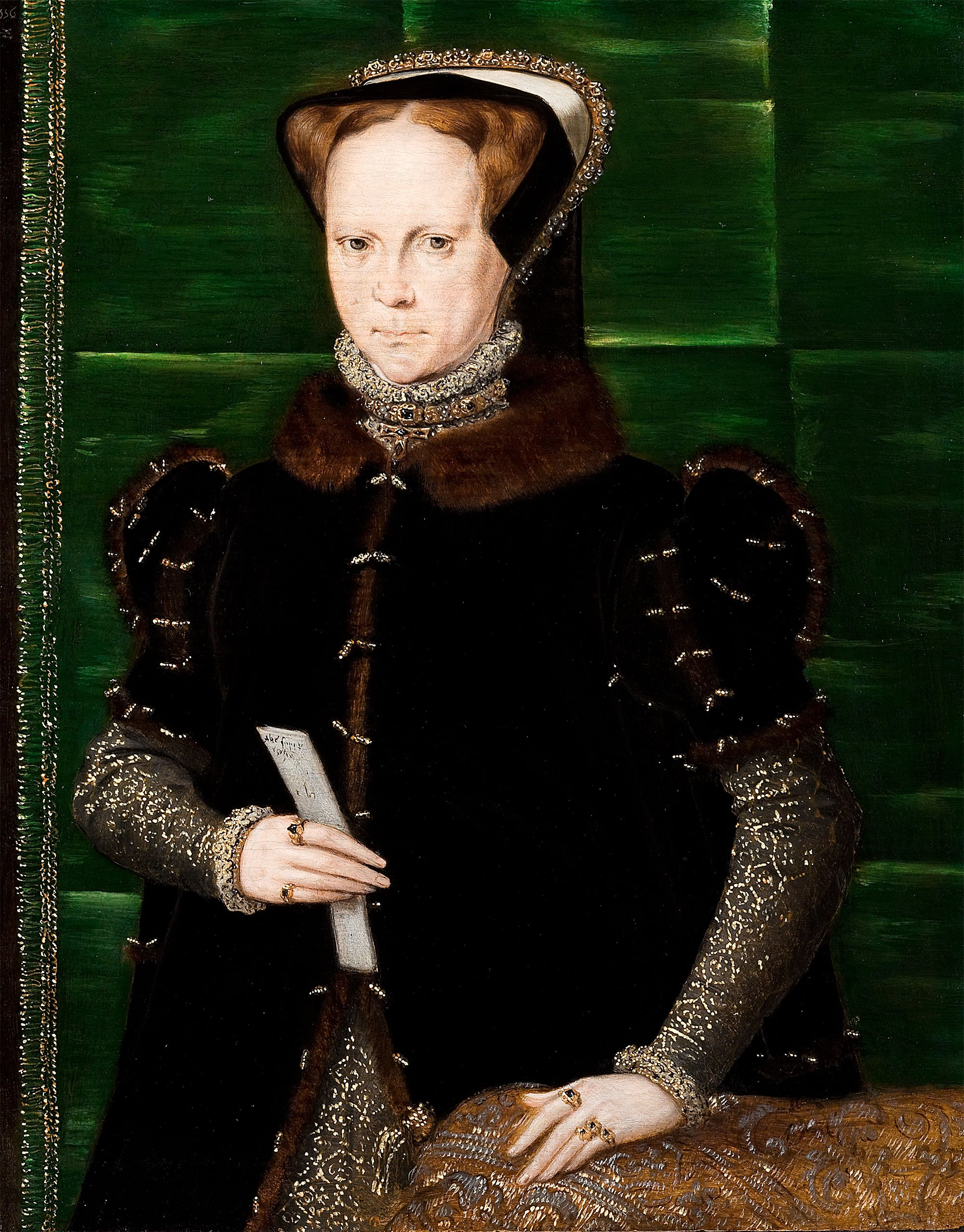
Portrait de Marie Ire par Hans Eworth durant son règne.

Après le retour de Philippe en 1557, Marie Ire pensa qu'elle était à nouveau enceinte et qu'elle devrait accoucher en mars 1558,,. Elle notifia dans son testament que Philippe devrait être régent durant la minorité de son enfant. La grossesse était cependant inexistante et Marie Ire fut contrainte d'accepter qu'Élisabeth soit son successeur.
Marie Ire tomba malade en mai 1558, et elle mourut le 17 novembre à l'âge de 42 ans au palais Saint James, durant une épidémie de grippe qui emporta également Reginald Pole le même jour. Elle était affaiblie et souffrait peut-être d'un kyste ovarien ou d'un cancer de l'utérus. Sa demi-sœur Élisabeth lui succéda. Philippe, qui se trouvait à Bruxelles, écrivit à sa sœur Jeanne d'Autriche : « Je ressens un regret raisonnable pour sa mort ».
Malgré ses dispositions testamentaires, Marie Ire ne fut pas enterrée aux côtés de sa mère, et elle fut inhumée dans l'abbaye de Westminster le 14 décembre dans un caveau qu'elle partage avec Élisabeth Ire. Après son accession au trône d'Angleterre en 1603, Jacques VI d'Écosse fit ajouter une plaque sur la tombe portant l'inscription en latin : Regno consortes et urna, hic obdormimus Elizabetha et Maria sorores, in spe resurrectionis (« Consorts sur le trône et dans la tombe, ici nous dormons, Élisabeth et Marie, sœurs, dans l'espoir de la résurrection, »).

## Héritage
Lors de la cérémonie funèbre, l'évêque de Winchester, John White, fit les louanges de Marie Ire : « Elle était la fille du roi ; elle était la sœur d'un roi ; elle était l'épouse d'un roi. Elle était une reine, et par le même titre, un roi, ». Elle fut la première femme à occuper durablement le trône d'Angleterre malgré une forte opposition et disposait d'un large soutien populaire au début de son règne, notamment auprès des catholiques. Les historiens catholiques, comme John Lingard, ont avancé que ses politiques échouèrent non pas parce qu'elles étaient mauvaises mais en raison de la faible durée de son règne et des problèmes météorologiques hors de sa portée. Son mariage avec Philippe se révéla particulièrement impopulaire et ses politiques religieuses créèrent un profond ressentiment qui fut accru par les défaites contre la France,. Philippe passa une grande partie de son temps sur le continent, laissant la reine éplorée et déprimée par son absence et son incapacité à procréer. Après la mort de Marie Ire, il envisagea d'épouser Élisabeth Ire mais elle refusa. Trente ans plus tard, il envoya l'Invincible Armada pour la renverser sans plus de succès.
Au XVIIe siècle, les persécutions des protestants par Marie Ire lui valurent le surnom de Bloody Mary (« Marie la Sanglante »). John Knox l'attaqua dans son Premier coup de trompette contre le gouvernement monstrueux des femmes publié en 1558 et elle fut violemment vilipendée dans le Livre des Martyrs de John Foxe édité en 1563, cinq ans après sa mort. Les éditions ultérieures de l'ouvrage restèrent populaires auprès des protestants durant les siècles qui suivirent et contribuèrent à la perception de Marie Ire comme un tyran sanguinaire,. Au milieu du XXe siècle, l'historienne H. F. M. Prescott tenta de réévaluer la vision traditionnelle d'une reine intolérante et autoritaire et les études plus récentes considèrent les anciennes évaluations avec un plus grand scepticisme. Même si le règne de Marie Ire fut finalement impopulaire et inefficace, les réformes fiscales et l'expansion navale coloniale qui furent par la suite célébrées comme des accomplissements de l'ère élisabéthaine furent initiées par Marie Ire,.

## Cinéma et télévision
Marie Ire a été jouée à l'écran par :
- 1911 : 
  - Maria Brioschi dans Maria Tudor de Giuseppe De Liguoro ;
  - Maria Gasparini dans Regina per quindici giorni de Mario Caserini ;
- 1912 : Jeanne Delvair dans Marie Tudor d'Albert Capellani ;
- 1917 : Jeanne Delvair dans l'adaptation cinématographique de la pièce de théâtre Marie Tudor (1833) de Victor Hugo ;
- 1920 : Ellen Richter dans Maria Tudor d’Adolf Gärtner et Willi Wolff ;
- 1936 : Gwen Ffrangcon-Davies dans Marie Tudor de Robert Stevenson ;
- 1937 : Yvette Pienne dans Les Perles de la couronne de Sacha Guitry ;
- 1940 : Zarah Leander dans Marie Stuart de Carl Froelich ;
- 1953 : 
  - Peggy Thorpe-Bates dans The Young Elizabeth de Michael Henderson ;
  - Ann Tyrrell dans La Reine vierge de George Sidney ;
- 1955 : Jeanette Nolan dans The Last Day of an English Queen ;
- 1960 : Julie Sommars dans The Prince and the Pauper de David Greene ;
- 1964 : Katherine Blake dans The Young Elizabeth de Charles Jarrott ;
- 1965 : Françoise Christophe (adulte) et Caty Fraisse (adolescente) dans Marie Tudor d'Abel Gance ;
- 1967 : 
  - Amaro Pamplona dans María Tudor ;
  - Katharine Blake dans The Young Elizabeth de Charles Jarrott ;
- 1969 : Nicola Pagett dans Anne des mille jours de Charles Jarrott ;
- 1971 : Daphne Slater dans la série Elizabeth R (en) ;
- 1974 : Mireille Delcroix dans La Reine galante de Michel Roux ;
- 1975 : Nadine Alari dans Marie Tudor de Claude Dagues ;
- 1977 : Inge Keller dans Die Liebe und die Königin de Martin Eckermann ;
- 1986 : Jane Lapotaire dans le film Lady Jane ;
- 1993 : Mary MacDonald dans King & Queens de Graham Holloway ;
- 1994 : Christèle Wurmser dans Marie Tudor de Robert Mazoyer ;
- 1998 : Kathy Burke dans le film Elizabeth ;
- 2005 : Emily Smith (enfant) et Joanne Whalley (adulte) dans The Virgin Queen de Coky Giedroyc ;
- 2007 : Blathnaid McKeown et Sarah Bolger dans la série Les Tudors ;
- 2008 : 
  - Constance Stride dans le film Deux Sœurs pour un roi ;
  - Miranda French dans le film The Twisted Tale of Bloody Mary ;
- 2011 : Actrice non créditée dans Marie Tudor de Pascal Faber ;
- 2015 : Lily Lesser dans Dans l'ombre des Tudors série de Peter Kosminsky ;
- 2019 :
  - Billie Gadsdon dans la série The Spanish Princess ;
  - Vanessa Valens dans La Guerre des trônes, la véritable histoire de l'Europe : Jeu de dames (1542-1559) série d’Alain Brunard et Vanessa Pontet ;
  - Actrice non créditée dans Marie la sanglante sur le trône d'Angleterre, Secret d'histoires[257] ;
- 2022 : Romola Garai dans la série Becoming Elizabeth.

## Titulature et armoiries

Armoiries de Marie Ire associées à celles de Philippe II.

### Titulature complète
Lorsque Marie Ire monta sur le trône, elle fut proclamée reine de la même manière qu'Henri VIII et Édouard VI :
- « Marie, par la grâce de Dieu, reine d'Angleterre, de France et d'Irlande, défenseur de la foi, et de l'Église d'Angleterre et d'Irlande[258] ». Les revendications sur le trône de France n'étaient que symboliques et étaient invoquées par tous les rois d'Angleterre depuis Édouard III, peu importe la quantité de territoires français contrôlés.

Après son mariage avec Philippe, le titre conjoint reflétait les possessions des deux époux :
- « Philippe et Marie, par la grâce de Dieu, roi et reine d'Angleterre, de France, de Naples, de Jérusalem, et d'Irlande, défenseurs de la foi, princes d'Espagne, archiducs d'Autriche, ducs de Milan, de Bourgogne et de Brabant, comtes de Habsbourg, de Flandre et du Tyrol[259],[161],[162] ».

Ce titre, utilisé depuis 1554, fut modifié quand Philippe II hérita de la Couronne d'Espagne en 1556 :
- « Philippe et Marie, par la grâce de Dieu, roi et reine d'Angleterre, d'Espagne, de France, de Naples, de Jérusalem, et d'Irlande, défenseurs de la foi, archiducs d'Autriche, ducs de Milan, de Bourgogne et de Brabant, comtes de Habsbourg, de Flandre et du Tyrol[260] ».

### Armoiries
Les armoiries de Marie Ire étaient différentes de celles de ses prédécesseurs depuis Henri IV : écartelé en 1 et en 3 d'azur à trois fleurs de lys d'or (qui est de France) en 2 et en 4 de gueule aux trois lions léopardés d'or (qui est Angleterre). Ses armoiries étaient parfois associées côte à côte avec celles de Philippe. Elle adopta la devise Veritas Temporis Filia (« la Vérité est la fille du Temps »),.